# Jørn Hoel
Jørn Hoel, född 27 juli 1957 i Tromsø, är en norsk sångare, gitarrist och tonsättare. Han slog igenom på 1980-talet med ett par ballader: "Har en drøm" och "Ei hand å holde i". Han är född med brosk på stämbandet, vilket gör att han har en ovanligt hes röst.

## Biografi
Jörn Hoel började spela och sjunga tillsammans med Steinar Albrigtsen, som gick i samma klass, redan i ung ålder. Han blev musiker på heltid 1977. Han medverkade i flera TV-program, både själv och med Albrigtsen. Hans första skiva, Ubarbert, kom 1982. Han flyttade till Oslo och uppträdde länge på Oslo Cabaret. Han var med i Melodi Grand Prix (Melodischlagerfestivalen), i Norge, och kom där på andra plats. År 1987 gav han ut albumet Varme ut av is, där både "Har en dröm" och "Ei hand å holde i" är med. Albumet producerades i Danmark av Billy Cross. Skivan såldes i 165 000 exemplar och han fick pris som Årets Spellemann vid Spellemannprisen 1987.
Albumet Det ingen andra får släpptes 1988. De flesta melodierna, som på förra albumet, gjorda av Jørn själv i samarbete med Oddvar Nygård, och här var också Billy Cross producent. Efter ett konsertalbum kom albumet Kjærlighetens teater 1991. Detta var den tredje skivan i trilogin om kärlek och erotik. Den sålde inte riktigt så bra som de två tidigare så därför bytte han stil till engelska texter med sydamerikanska rytmer, som tango, salsa och cumbia, i en slags funk/rock stil. Han samarbetade under den här perioden bland annat med amerikanen R.C. Finnigan och svensken Michael Ilbert. Albumet Leapin' Lizards blev en succé, bland annat på grund av låten "Lost in the Tango".
Därefter blev det bland annat en soulskiva, Soulsville, och en barnskiva. Så blev det tid till ett album tillsammans med barndomsvännen Albrigtsen. Albumet fick namnet Get Together och kom 1997. Därefter har det blivit mer sydamerikanska rytmer, ytterligare ett album tillsammans med Albrigtsen, och andra album med teman som romantik, melankoli och erotik.

## Diskografi
Studioalbum, solo
- 1982 – Ubarbert
- 1987 – Varme Ut Av Is
- 1988 – Det Ingen Andre Får
- 1989 – Love Will Make You Do Things That You Know Is Wrong
- 1991 – Kjærlighetens teater
- 1993 – Leapin' Lizards
- 1994 – For Better Or For Worse
- 1996 – Soulsville
- 2000 – En Blå Løk
- 2004 – Indoor Fireworks
- 2007 – På Grunn Av Dæ

Studioalbum som Hoel & Albrigtsen
- 1997 – Get Together
- 2009 – Two Rivers One Road

Singlar
- 1986 – "Inkululeko" / "Hold mæ"
- 1986 – "Har en drøm" / "Have a dream"
- 1987 – "Ei hand å holde i" / "Siste dans"
- 1990 – "Vita" (lång versjon) / "Vita" (redigerad versjon)
- 1991 – "Ho som har øyan mine" / "Det ingen andre får"
- 1992 – "Like Strangers" / "I'm Running On" (med Søs Fenger och Billy Cross)
- 1995 – "Next Time I See You" (maxi-singel)
- 1997 – "I want her to be just like you" (maxi-singel)
- 2009 – "Hellig Sted" (med Anne Vada)

Samlingsalbum
- 1995 – Jørn Hoels Beste
- 2006 – Jørn Hoels Heteste
- 2011 – Sanga For Hjertet